# Си Би Ес
Си Би Ес (на английски: Columbia Broadcasting System – CBS) е американски телевизионен канал, един от трите големи в САЩ наред с Ей Би Си и Ен Би Си).

## История
Започва да излъчва радиопредавания на 18 септември 1927. По-късно е купена от Уилям С. Пейли, който дава на компанията сегашното ѝ име. През 1938 излъчва радионовелата Войната на световете на Орсън Уелс, която кара много американци да повярват в извънземно нашествие и печели голяма популярност на компанията. През 1941 Си Би Ес започва да излъчва и телевизионни програми, които скоро изместват радиото, като основен източник на приходи, макар подразделението за радио съществува и до днес под името Си Би Ес Радио Нетуърк.
През 1988 Си Би Ес продава подразделението си за музикални записи Columbia Records на японския конгломерат Сони и се концентрира основно в телевизионния бизнес. За сезон 2008 – 2009 Си Би Ес е телевизионна компания номер едно в САЩ.

## Известни програми
- Зоната на здрача (1959 – 1964)
- Военнополева болница (1972 – 1983)
- Д-р Куин Лечителката (1993 – 1998)
- Уокър, тексаският рейнджър (1993 – 2001)
- Вашингтон, окръг Колумбия (2000 – 2004)
- Да, мило (2000 – 2006)
- Шепот от отвъдното (2005 – 2010)
- Медиум (2009 – 2011, преди по NBC)
- От местопрестъплението: Маями (2002 – 2012)
- От местопрестъплението: Ню Йорк (2004 – 2013)
- Как се запознах с майка ви (2005 – 2014)
- Късното шоу на Дейвид Летърман (1993 – 2015)
- От местопрестъплението (2000 – 2015)
- Двама мъже и половина (2003 – 2015)
- Менталистът (2008 – 2015)
- 60 минути (1968 – )
- Дързост и красота (1987 – )
- Сървайвър (2000 – )
- Биг брадър (2000 – )
- Шеметна надпревара (2001 – )
- Престъпни намерения (2003 – )
- Военни престъпления (2003 – )
- Теория за Големия взрив (2007 – )
- Военни престъпления: Лос Анджелис (2009 – )
- Добрата съпруга (2009 – )
- Хавай 5-0 (2010 – )
- Под наблюдение (2011 – )
- От местопрестъплението: Кибер атаки (2015 – )
- Високо напрежение (2015 – )
- Наградите Грами
- Наградите Еми